# Per Zellinger
Per Zellinger, född 1762 i Gävle, död 17 april 1833, var en svensk borgmästare, riksdagsledamot och politiker.

## Biografi
Per Zellinger föddes 1762 i Gävle. Han var 1785–1832 borgmästare i Eksjö och avled 1833.
Zellinger var riksdagsledamot för borgarståndet i Eksjö vid riksdagen 1789, riksdagen 1792 och riksdagen 1815.

### Familj
Zellinger var gift med Johanna Elisabet Bjurström.